# Cappella di Sant'Apollonia
La cappella di Sant'Apollonia, detta anche cappella o capitello del Crocifisso, è una cappella cattolica situata al margine occidentale del centro abitato di Caldes, in provincia di Trento; fa parte dell'arcidiocesi di Trento.

## Storia

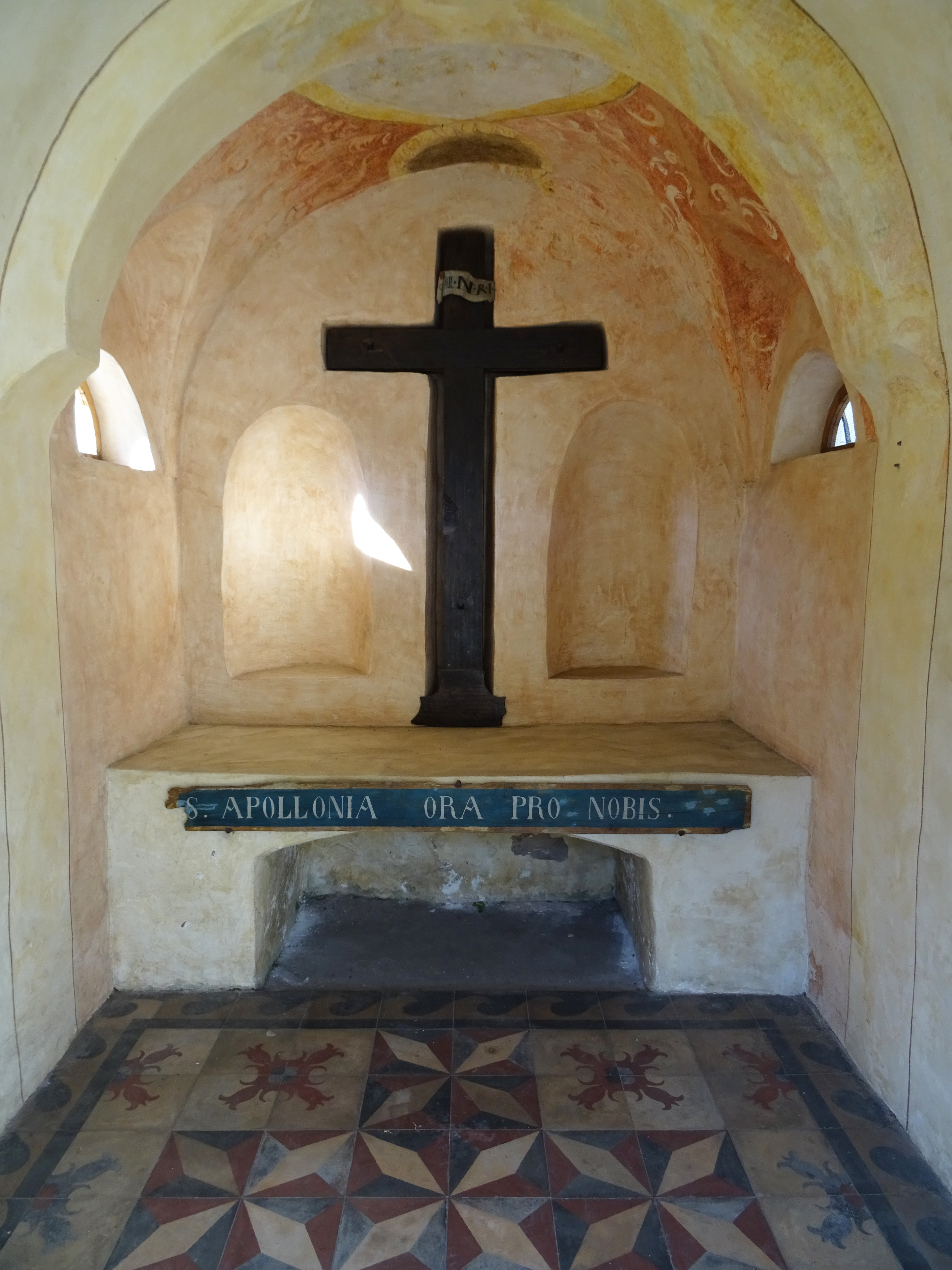
Interno

Il piccolo sacello venne costruito sul finire del Seicento per volontà di don Sigismondo Alfonso Manfroni (1659-1754), su un terreno di sua proprietà situato presso il confine tra Caldes e Terzolas. Si trattava, all'epoca, della quattordicesima e ultima stazione di una via Crucis che si snodava lungo la strada imperiale partendo dalla chiesa cimiteriale di San Rocco; questa via Crucis era venuta a costare mille fiorini, e secondo una testimonianza dell'epoca era considerata la migliore di tutta la diocesi.
Dagli atti visitali del 1742 si apprende che la cappella era stata benedetta, ed era fornita di un unico altare in pietra; vi si celebrò la Messa fino al 1751, e l'anno seguente venne sospesa perché in cattive condizioni; nel 1766 don Paolo Manfroni, pronipote del fondatore, fece sostituire l'inferriata all'ingresso con una porta in legno. Le stazioni della via Crucis risultavano in pessimo stato verso la fine del Settecento (in particolare, le tele sacre erano lacere e rovinate); venne dato ordine di rifare i dipinti ad un pittore di Mezzana, Pietro Paolo Dalla Torre, ma comunque nel 1838 la curia ordinò di rimuovere la via Crucis dalla strada, e di allestirla invece all'interno della chiesa di San Rocco.
Negli anni Trenta del Novecento, mentre delle altre edicole non rimaneva quasi più traccia, questa cappelletta risultava in buone condizioni; l'ingresso era di nuovo chiuso da una cancellata, a cui venne aggiunta una rete metallica per impedire la sottrazione delle offerte gettate sul pavimento. L'intera struttura venne restaurata dal pittore Carlo Segatta nel 1943, e ulteriori rifacimento del tetto sono documentati nel maggio 1968 e nel gennaio 1971; l'ultimo restauro generale, che ha posto fine a un periodo di degrado, risale al 2012. Fino agli anni Settanta, nella cappella erano presenti due statue lignee raffiguranti le sante Lucia e Apollonia; quest'ultima è l'attuale intestataria della cappella, anche se non è chiaro dalle fonti quando sia avvenuto il passaggio dalla più antica dedicazione al santo Crocifisso.

## Descrizione

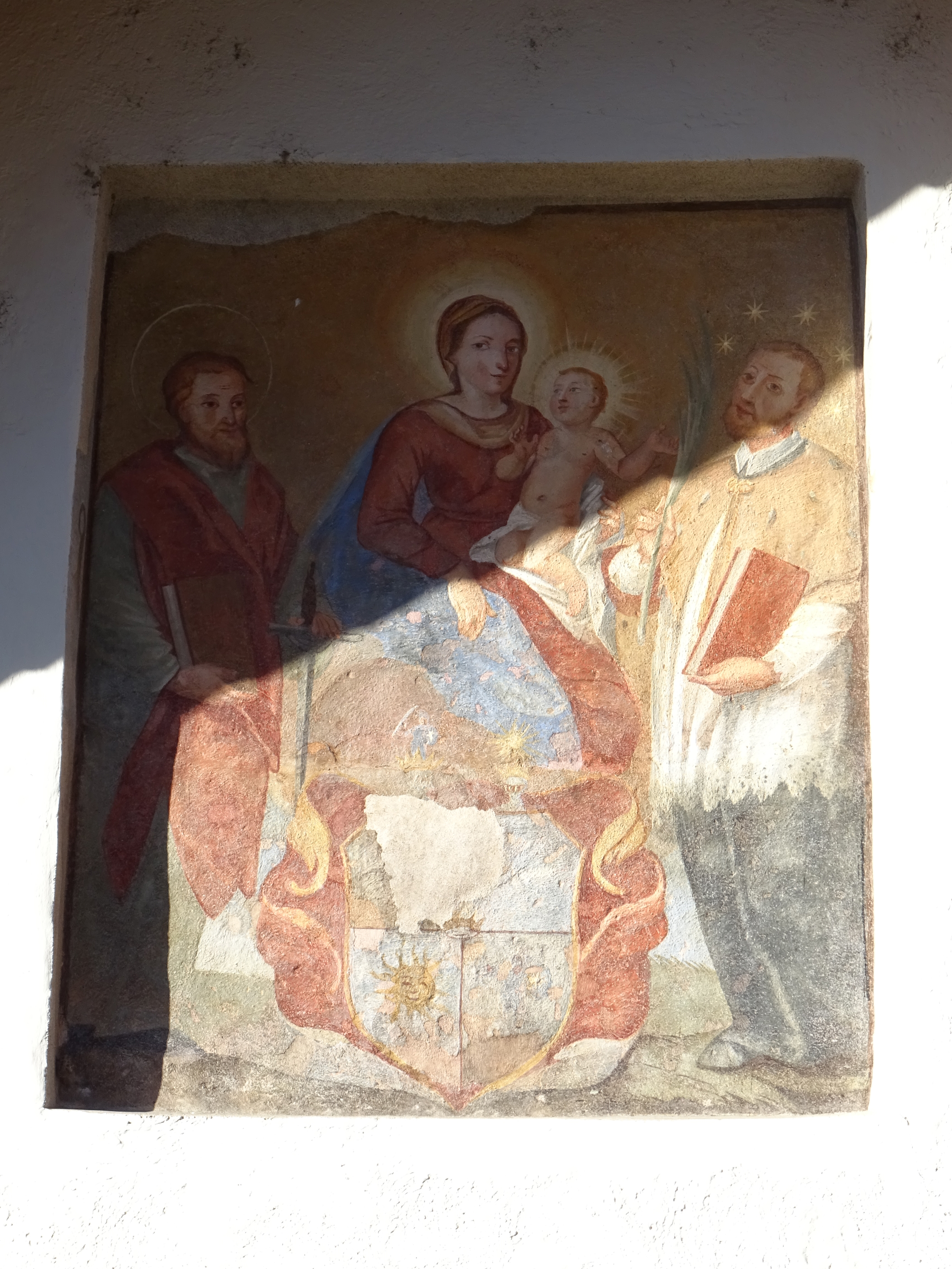
L'affresco in facciata

L'edificio è semplice, a base rettangolare, con facciata a capanna, bucata soltanto da un ingresso ad arco chiuso da una cancellata metallica; su ogni parete laterale, in posizione arretrata, è presente una finestra a lunetta. L'interno è ad aula unica, coperto da volta a botte e diviso in due sezioni da un piccolo arco santo; il pavimento, posato sull'originale battuto in calce, è risalente alla fine dell'Ottocento o all'inizio del Novecento, ed è composto da mattonelle con disegni geometrici e floreali. 
Gli unici arredi dell'interno sono una grande croce lignea, incassata nella parete di fondo in un'apertura della stessa forma e affiancata da due nicchie vuote (un tempo ospitanti le statue delle sante Lucia e Apollonia), e un altare rettangolare in pietra, su cui è fissata una tavola recante la scritta S. APOLLONIA ORA PRO NOBIS, unico elemento superstite di una decorazione lignea che un tempo lo rivestiva probabilmente per intero.
Sopra all'entrata, all'interno di una preesistente apertura rettangolare poi tamponata, è presente un affresco realizzato probabilmente dalla famiglia dei Della Torre di Mezzana su commissione di don Paolo Manfroni, raffigurante la Madonna con Bambino e i santi Paolo e Giovanni Nepomuceno; nella parte bassa dell'immagine è presente lo stemma dei Manfroni, nella versione concessa alla famiglia dall'imperatore Giuseppe II nel 1766, insieme con il titolo di "de Manfort". Sulla parete posteriore della cappella è affrescata una croce sovrastante un triangolo, mentre le pareti interne sono ricoperte da motivi floreali e stellati.